# Nuoto ai XVIII Giochi del Mediterraneo - 50 metri stile libero maschili
La gara dei 50 metri stile libero maschili dei XVIII Giochi del Mediterraneo si è svolta il 25 giugno 2018. Al mattino si sono svolte le batterie, mentre la finale si è disputata nel pomeriggio.

## Podio
| Pos. | Atleta            | Nazione |
| ---- | ----------------- | ------- |
|      | Kristián Goloméev | Grecia  |
|      | Oussama Sahnoune  | Algeria |
|      | Ali Khalafalla    | Egitto  |

## Record
Prima della manifestazione il record del mondo (RM) e il record dei Giochi del Mediterraneo (RG) erano i seguenti.
|  | 20"91 | César Cielo Filho  | 18 dicembre 2009 San Paolo |
|  | 21"17 | Frédérick Bousquet | 28 giugno 2009 Pescara     |

Durante la competizione non sono stati migliorati record.

## Risultati

### Batterie
| Pos. | Batteria | Corsia | Atleta              | Nazionalità          | Tempo       | Note        |
| ---- | -------- | ------ | ------------------- | -------------------- | ----------- | ----------- |
| 1    | 3        | 5      | Ali Khalafalla      | Egitto               | 22"05       | Q           |
| 2    | 2        | 5      | Oussama Sahnoune    | Algeria              | 22"16       | Q           |
| 3    | 3        | 4      | Kristián Goloméev   | Grecia               | 22"37       | Q           |
| 4    | 2        | 4      | Andrea Vergani      | Italia               | 22"51       | Q           |
| 5    | 1        | 3      | Andrej Barna        | Serbia               | 22"57       | Q           |
| 6    | 1        | 4      | Luca Dotto          | Italia               | 22"58       | Q           |
| 7    | 3        | 3      | Juan Segura         | Spagna               | 22"79       | Q           |
| 8    | 3        | 7      | Nikola Bjelajac     | Bosnia ed Erzegovina | 22"96       | Q           |
| 9    | 1        | 6      | Hüseyin Emre Sakçı  | Turchia              | 22"97       |             |
| 10   | 2        | 3      | Abdelrahman Elaraby | Egitto               | 22"99       |             |
| 11   | 1        | 2      | Uroš Nikolić        | Serbia               | 23"12       |             |
| 12   | 3        | 2      | Adi Mešetović       | Bosnia ed Erzegovina | 23"19       |             |
| 13   | 2        | 6      | Yalım Acımış        | Turchia              | 23"21       |             |
| 14   | 3        | 8      | Souhail Hamouchane  | Marocco              | 23"29       |             |
| 15   | 3        | 6      | Fotios Koliopoulos  | Grecia               | 23"49       |             |
| 16   | 2        | 7      | Omiros Zagkas       | Cipro                | 23"62       |             |
| 17   | 2        | 2      | Marcos García       | Spagna               | 23"74       |             |
| 18   | 1        | 7      | Anthony Barbar      | Libano               | 23"87       |             |
| 19   | 3        | 1      | Vangelis Zorbis     | Cipro                | 24"10       |             |
| 20   | 2        | 1      | Dren Ukimeraj       | Kosovo               | 26"09       |             |
| DNS  | 1        | 1      | Audai Hassouna      | Libia                | Non partito | Non partito |

### Finale
| Pos. | Corsia | Atleta            | Nazionalità          | Tempo | Note |
| ---- | ------ | ----------------- | -------------------- | ----- | ---- |
|      | 3      | Kristián Goloméev | Grecia               | 21"66 |      |
|      | 5      | Oussama Sahnoune  | Algeria              | 21"96 |      |
|      | 4      | Ali Khalafalla    | Egitto               | 21"97 |      |
| 4    | 6      | Andrea Vergani    | Italia               | 22"13 |      |
| 4    | 7      | Luca Dotto        | Italia               | 22"13 |      |
| 6    | 1      | Juan Segura       | Spagna               | 22"44 |      |
| 7    | 2      | Andrej Barna      | Serbia               | 22"60 |      |
| 8    | 8      | Nikola Bjelajac   | Bosnia ed Erzegovina | 22"84 |      |